# 마음 (드라마)
《마음》은 한국방송공사 1TV 특집드라마이다.

## 제작진
- 극본 : 김지헌
- 연출 : 이동희

## 출연진
- 김복희
- 한현배
- 백준기
- 신구
- 최명수
- 황미숙
- 주미숙